# 9664 Брюґель
9664 Брюґель (9664 Brueghel) — астероїд головного поясу, відкритий 17 квітня 1996 року.
Тіссеранів параметр щодо Юпітера — 3,185.